# عبدالملک بن عطاش
عبدالملک بن عطاش داعی و فرستاده معاذ مستنصر از امامان اسماعیلیه در ایران بود. بیشترین فعالیت وی در دوران سلجوقی شکل گرفت. وی در ری سکونت داشت که با حسن صباح آشنا شد و به نبوغ او پی برد. عبدالملک شخصی بود که صباح را به مصر فرستاد و پس از بازگشت او به عنوان جانشین او و داعی اسماعیلی در ایران انتخاب شد.
عبدالملک بن عطاش در ۶ شعبان سال ۵۰۰ هجری به همراه پسرش احمد، در روزگار سلطان محمد بن ملکشاه به قتل رسیدند و سر آن‌ها برای خلیفه مستظهر فرستاده شد.